# Muzeum čokolády
Muzeum čokolády je soukromé muzeum, které v roce 2018 otevřela česko-belgická rodinná společnost Chocotopia v historickém domě, kde už předtím vystavovalo voskové figuríny Musée Grévin. Je zaměřeno hlavně na děti a mládež a nabízí rozsáhlou expozici o původu a výrobě čokolády, kterou si návštěvníci mohou sami vyzkoušet. Součástí je i muzeum voskových figurín a další doprovodné expozice, v přízemí je prodejna belgické čokolády. Do vyšších pater lze vyjet výtahem.

## Přístup
Nejkratší přístup je od stanice tramvají nebo metra B Náměstí republiky Prašnou branou a Celetnou ulicí, případně ze stanice metra A Můstek ulicí Na příkopě a Celetnou.